# Ewine van Dishoeck
Ewine van Dishoeck, nizozemska astronomka in kemičarka, * 13. junij 1955, Leiden, Nizozemska.
Dishoeck je trenutno profesorica molekularne astrofizike na Univerzi v Leidnu. Je članica Kraljeve nizozemske akademije znanosti in Nacionalne akademije znanosti ZDA.